# Усамбара
Усамбара (на английски и на суахили: Usambara) е планина в Танзания, попадаща в Източния рифт, който е част от Източноафриканската рифтова система. Рифтът е разтегнат дъговидно в Кения и Танзания между езерата Туркана и Малави. Започва с хълмовете Тата в Южна Кения, преминава през планините Паре, Усамбара, Нгуру, Укагуру, Улугуру, Рубехо и достига до планината Удзунгва в Танзания. Геологически планините са много стари, възрастта им се определя най-малко на 100 милиона години. Три от планинските масиви – Удзунгва, Източна Усамбара и Улугуру се считат за най-важни за опазването на биологичното разнообразие в района на рифта, поради изключителното богатството на видовете растения и животни.
Усамбара са намира в североизточната част на Танзания до границата ѝ с Кения, между Килиманджаро и Индийския океан, югоизточно от планината Паре. Характеризира се със стръмни скали и хълмове, обитавани от малки общности на етническата група самбаа (усамбани). Административно попада в регион Танга. Планината е известна с високата степен на ендемизъм както на флората, така и на фауната си.

## География
Планинската верига се дели на две ясно обособени части – Западна и Източна Усамбара. Разделени са от дълбоката долина на река Луенгера. Източната част е платовидна, по-ниска, по-влажна и по-близо до брега на океана. Главното ѝ било е ориентирано в посока север-юг и се намира на 35 km от брега на Индийския океан. Най-високият връх тук е на 1506 m над морското равнище. Западната част е много по-обширна и по-висока. В нея се намират няколко върха с височина над 2000 m, като най-високият се издига на 2440 m над морското ниво. Планината заема обща площ от 3500 km2,от които около 1000 km2 се падат на Източната част. Дължината на планинската верига е около 100 km, а ширината се движи в границите 20 – 40 km. Скалните породи тук са главно гнайси, мрамори и анортозити.
В планината се намират доста пещери с предполагаем много стар произход и със следи както от съвсем древни, така и от по-скорошни обитатели. Голямата част от тях са концентрирани в най-северната част на западния клон. Наричат се пещерите Мамбо или Ngozoi. Организирани са няколко експедиции за тяхното проучване с участието на „National Historic Documentary“ и Министерството на природните ресурси на Танзания. Тъй като по време на дъждовния сезон потоците, които протичат през пещерите стават доста пълноводни, част от следите се намират под натрупани камъни, утаени и наносни пластове. Почвите в подножието на планината са много плодородни.

## Климат
Климатът се характеризира с два дъждовни и два сухи сезона. Първият дъждовен период обхваща месеците от декември до март, а вторият – от юни до октомври. Сухите сезони са респективно през април – май и октомври – ноември. Климатът на Източна Усамбара се различава до голяма степен от този в останалата част на Танзания. Въпреки сезонния характер, дъждове могат да валят по всяко време на годината. Тъй като планинската верига не е много висока и се намира почти в непосредствена близост до океана, тя получава и по-голямо количество валежи. Средногодишно те достигат до 2000 mm, като в пикови години записаният рекорд е над 3000 mm/год. Обилните валежи способстват за растежа и поддържането на влажните тропически гори за един много дълъг период от време. В количеството на валежите в Източна Усамбара от 1930 г. насам се наблюдават значителни промени. Дъждовните сезони са били по-къси и с по-масивна облачна покривка.
Средната годишна температура в планината е 20 °C. Средните дневни температури в зависимост от сезона варират от 16 °C до 30 °C, а средните нощни – от 11 °C до 16 °C.
Годишното изменение на климата се определя в голяма степен от мусоните в Индийския океан. Най-горещото време на годината е от декември до март, когато ветровете „каскази“ духат от север. Южните ветрове „куси“ са преобладаващи от май до октомври.

## Води
Планината се дренира от няколко реки. Луенгера тече на юг до вливането си в река Пенгани и отводнява части от Западна и Източна Усамбара. Главната река, която дренира планинската верига е Сиги с многобройните си притоци. Сиги се влива в Индийския океан при град Танга.

## Флора
Планините са дом на девствена тропическа гора, каквато вече рядко се среща в източната част на Африка и е с изключително разнообразие от растения и животни. Усамбара, особено източната ѝ част, която е залесена от подножието до върховете си, има една от най-високите степени на биоразнообразие на континента. Валежите и надморската височина са основните фактори, влияещи върху разпространението на дървесните видове. В областите с по-голямо количества на валежите се забелязват повече ендемити и в растителния, и в животинския свят.
Върху части от Западна Усамбара и Паре се простира националният парк „Мкомази“, обявен за такъв още през 1951 г. Най-високите части от Източна Усамбара заедно с територии, някъде достигащи и до подножието ѝ, са заети от природния резерват Амани, първият горски резерват в Танзания. За първи път е създаден през 1902 г. като изследователска станция „Земеделие“ от германците и е превърнат в природен резерват през 1997 г. Горите в Амани са от суб-планински горски тип и се различават по структура и състав, променяйки се от по-сухи в подножието при река Сиги до по-влаголюбиви нагоре към платовидната част. Втората по големина в света ботаническа градина се намира в този резерват. Тук работи и медицинският изследователски център „Амани“, който играе значителна роля в медицинските изследвания в страната. Предстои уедряването на 19 малки резервата в по-общи блокове, които ще обхванат и важни горски масиви в подножието, оцелели на общинска територия. Освен горите в Мкомази и Амани, в планината се намират още два големи горски масива – Мгамба и Shagayu. По-малките и разпокъсани гори заемат обща площ от 420 km2. Поради тази разпокъсаност, преминаването на дървесни видове от един масив в друг е затруднено, което често довежда до тяхната изолация само на определени места. Правят се опити за засаждане на дървета, които да изиграят ролята на „мостове“ за свързване на отделните горички, така че да се подпомогне разпространението на видовете.
Някои гори са били засегнати от нахлуването на дървото Maesopsis eminii. Това е силно инвазиван дървесен вид, чиято родина е Западна Африка. Заселило се е в покрайнините на горите и постепенно навлиза навътре, като по този начин причинява значителни проблеми на местната растителност в цялата Източна Усамбара. Обсъжда се изкореняването на дърветата от вида, въпреки че последните изследвания предполагат, че местните дървета ще успеят да се справят с инвазията, ако им се даде време. Търговската сеч в началото на 1980-те унищожава голяма част от останалата гора.
В дъждовните гори се срещат много ендемични и почти ендемични растителни видове. Тук се развиват над 2000 вида растения, от които в Източна Усамбара около 3% са ендемити, а 22% са близки до ендимични. От 276 дървесни видове 50 също са ендемични, а 16 от тях могат да бъдат намерени само в Източна Усамбара.
Някои от растителните видове, като Cynometra brachyrrhachis и Cola usambarensis, са пищни и разточителни, докато други са дребни и напомнят повече на зеленината в дома. Тук растат 7 вида африкански виолетки сентполия, euphorbias, акации, гигантски папрати и палми, лобелии, камфорови дървета (японски и усамбарски), евкалиптови и смокинови дървета. На някои от най-добрите земи в подножието на планината горите са заменени с насаждения от тикови дървета (Tectona grandis).
Преди известно време част от горите са изкуствено разпокъсани от завзетите нови земи за земеделски нужди – първо със създаването на кафеени плантации, а по-късно и от чаени насаждения. На изток, от Източна Усамбара до океана, се намират бивши плантации за сизал, които не се обработват. Обмисля се засаждането им с местни дървесни видове с твърда дървесина.

## Фауна
Голямото биоразнообразие в Усамбара се дължи на няколко фактора, действали през вековете върху планинския масив. Горите тук са много стари и дълго време са се развивали в изолация. Те вероятно са били убежище за видове, унищожени при климатичните промени в края на Терциера преди около 10 милиона години. Забележителната климатична и геоложка история на тези планини е довела до оцеляването на древни еволюционни линии с тяхната специфика и диференциация. Единствените други подобни области с висока степен на ендемизъм в тропическите африкански гори се намират в Камерун, Габон и източната част на Демократична република Конго.
Със своите 7 вида ендемични гръбначни и 35 – характерни само за Източния рифт, Усамбара се нарежда между зоните с изключително висок ендемизъм, като се има предвид и малката ѝ площ. Големите бозайници са малко в сравнение с тези в други африкански гори. Съществуващите обаче малки бозайници са представени от много видове. Едни от най-разпространените тук са слонските земеровки от вида Rhynchocyon petersi, аботовият дукер и плодовият прилеп Myonycteris relicta. Във високите планински части над 3000 метра се срещат много редките черни сервали. Приматите са представени от синя маймуна (Cercopithecus mitis) и колобуси.
В планината Усамбара най-голямо е разнообразието на птиците, които са представени от почти 350 документирани вида. Източната част на планината е обитавана от 12 вида, включени в списъка на световно застрашените птици. Тропическите гори са дом на ендемични видове, включително на Bubo vosseleri, Sheppardia montana и усамбарска тъкачка (Ploceus nicolli). Източна Усамбара е един от най-важните обекти на Африканския континент за опазване на световно застрашени птици – сококов чухал (Otus ireneae), дългоклюното коприварче (Artisornis moreaui), червеношийките от видовете Modulatrix orostruthus и свинертонова мухоловка (Swynnertonia swynnertoni). Ендемичните Hyliota australis usambarae и Spermophaga ruficapilla се намират с малка гъстота само на няколко места. Други важни за Източна Африка птици, характерни за планината са Indicator meliphilus, Lonchura fringilloides, Oriolus chlorocephalus, Anthreptes pallidigaster, Anthreptes neglectus, Circaetus fasciolatus, Buteo oreophilus, Apaloderma vittatum. Сравнително често в тези части на Африка се среща Campethera mombassica, макар и доста рядко се среща и ибисът Bostrychia olivacea.
Горските местообитания, осигуряват дом за многобройните групи животни, включително много насекоми и други безгръбначни като стоножки и охлюви. В планината живеят и се размножават 15 вида земноводни и 13 вида влечуги, които са ендемични за Танзания. Високо ниво на ендемичност се наблюдава и при около 85% от стоножките, 45% от мекотелите и 40% от пеперудите. Влечугите са представени от над 30 вида змии и няколко вида хамелеони, включително трирогият (джаксънов) хамелеон (Trioceros jacksonii). Земноводните са също много разнообразни, с много видове дървесни жаби и някои странни амфибии като напомнящия на червей Boulengerula boulengeri.
Насекомите се появяват във всички форми и цветове и голяма част от тях могат да се намерят само в тези планини. По-известни са молците и пеперудите, като в същото време много други насекоми остават слабо познати и вероятно все още трябва да получат научните си имена. В някои села се правят опити за организиране на пеперудени ферми.

## История
През 18 век съществува царството Самбаа, наброяващо около 60 хил. души. През 19 век по склоновете на Усамбара се водят много войни между самбаа и масаите, които ги нападат в стремежа си да завземат нови територии. Жените и децата се крият в пещерите, докато битките приключат. Спомен за тези времена е и името на едно от планинските села – Мтае (мтае означава „броене“). Мъжете са уточнявали приблизителния брой на нападателите и съобразно с него са приготвяли съответния брой камъни за хвърляне.
Войните стихват с настъпването на немската колонизация. Германците създават град Лушото с първоначално име Вилхелмщал. Градът става предпочитано място за почивка на немската администрация. След Първата световна война тук пристигат англичаните, тъй като Танганика става подопечна британска територия. В планината и в селищата са останали поредица от сгради и съоръжения от онова време.

## Население
Районът на планината съдържа 18 селища с общо население от около 15 500 души. 4000 от тях живеят и работят на чаените плантации. Населението се разраства бързо чрез комбинацията от естествен прираст и миграционни процеси. Обитатели са главно членовете на племето самбаа (уасамба), за които се счита, че са се заселили в планината преди стотици години. Главен град в областта е Лушото. Други сравнително по-големи селища са Сони, Лукози, Мтае, Млало.
Населението се занимава главно със селско стопанство и туризъм. Основните земеделски култури, които се отглеждат са царевица, маниока, картофи, чай, кардамон, зеленчуци, плодове и други.
Населението в област Лушото е 419 хил. души, според последното преброяване от 2002 г., а гъстотата му възлиза на 120 души/km2. В населените места, разположени в областта, са изградени общо около 218 начални училища, над 17 училища за среден курс и един университет. От 1998 г. в Лушото е открит Институт за съдебна администрация. Здравеопазването се поддържа от две болници – в Лушото и Бумбули, както и от 51 здравни заведения.

## Туризъм
Близостта на Източна Усамбара до Индийския океан предполага доброто развитие на туристическата индустрия. Главният център за посещение на Западна Усамбара е град Лушото, който представлява и най-популярната база за ученически почивки.

## Екология
Биоразнообразието на Усамбара е под сериозна заплаха от пожари, умишлено организирани за освобождаване на нови земеделски земи. Проблеми са също незаконната сеч, добивът на дървен материал за търговски цели и ловът на диви животни от местното население.
Търговското отглеждане на кардамон (Elettaria cardamomum) вътре в защитените територии постепенно се превръща в сериозен проблем. Разширяването на чаената индустрия и увеличаване на употребата на неорганични торове създава опасения за дългосрочно увреждане на почвите и водите.